# Maciel Malone-Wallace
Maicel Malone-Wallace (Indianápolis, Estados Unidos, 12 de junio de 1969) es una atleta estadounidense, especializada en la prueba de 4x400 m, en la que llegó a ser campeona mundial en 1993.

## Carrera deportiva
En el Mundial de Stuttgart 1993 ganó la medalla de oro en 4x400 metros, por delante de Rusia y Reino Unido, al igual que en los JJ. OO. de Atlanta 1996, en esta ocasión por delante de Nigeria y Alemania.
Y en el Mundial de Sevilla 1999 ganó la medalla de plata en el relevo 4x400 metros, con un tiempo de 3: 22.09 segundos, tras Rusia y por delante de Alemania, siendo sus compañeras de equipo: Suziann Reid, Michelle Collins, Jearl Miles Clark.